# Brölerhof
Brölerhof ist ein Ortsteil der Gemeinde Ruppichteroth im nordrhein-westfälischen Rhein-Sieg-Kreis. Bis zum 1. August 1969 war Brölerhof ein Ortsteil der damals eigenständigen Gemeinde Winterscheid.

## Geographische Lage
Brölerhof liegt 6 km westsüdwestlich des Kernorts von Ruppichteroth. Es befindet sich nahe der Mündung des Reiferscheider Bachs in den 120 m östlich des Hofs fließenden Werschbach, der etwa 200 m südöstlich des Hofs – nach Unterqueren der Bundesstraße 478 – in die Bröl mündet. Nachbarorte sind Büchel im Nordosten und Reiferscheid im Nordwesten. Etwa 800 m südwestlich liegt die Burg Herrnstein.

## Geschichte
1666 waren für Broell, wie es damals in der Huldigungsliste hieß, die Einwohner Roerich und Dietherich verzeichnet. 1809 hatte der Ort 14 katholische Einwohner. Er gehörte damals zur Spezialgemeinde Winterscheid und zur Commüne Bröl. 1910 war der Brölerhof einwohnermäßig nicht verzeichnet.